# Liste der Naturdenkmale in Brigachtal
| Naturdenkmale | Anzahl |
| ------------- | ------ |
| FND           | 7      |
| END           | 13     |
| Gesamt        | 20     |

Die Liste der Naturdenkmale in Brigachtal nennt die verordneten Naturdenkmale (ND) der im baden-württembergischen Schwarzwald-Baar-Kreis liegenden Gemeinde Brigachtal. In Brigachtal gibt es insgesamt 20 als Naturdenkmal geschützte Objekte, davon 7 flächenhafte Naturdenkmale (FND) und 13 Einzelgebilde-Naturdenkmale (END).
Stand: 31. Oktober 2016.

## Flächenhafte Naturdenkmale (FND)
| Name                                  | Bild | Kennung     | Einzelheiten | Position | Fläche Hektar | Datum         |
| ------------------------------------- | ---- | ----------- | ------------ | -------- | ------------- | ------------- |
| Beckhofer Tal                         | BW   | 83260750022 | Brigachtal   | ⊙        | 0,8           |               |
| Eulenwäldle                           | BW   | 83260750010 | Brigachtal   | ⊙        | 0,7           | 10. Jan. 1995 |
| Hirschenwirtswäldle                   | BW   | 83260750009 | Brigachtal   | ⊙        | 0,2           | 10. Jan. 1995 |
| In der Gass – Herdtspitze             | BW   | 83260750006 | Brigachtal   | ⊙        | 4,5           | 10. Jan. 1995 |
| Schanze                               |      | 83260750001 | Brigachtal   | ⊙        | 0,8           | 10. Dez. 1950 |
| Stockacker-Rain                       | BW   | 83260750005 | Brigachtal   | ⊙        | 0,2           | 10. Jan. 1995 |
| Vorbergwäldle (Kiefern, Fichten etc.) | BW   | 83260750021 | Brigachtal   | ⊙        | 0,2           | 10. Jan. 1995 |
| Legende für Naturdenkmal              |      |             |              |          |               |               |

## Einzelgebilde (END)
| Name                              | Bild | Kennung     | Einzelheiten                                           | Position | Fläche Hektar | Datum         |
| --------------------------------- | ---- | ----------- | ------------------------------------------------------ | -------- | ------------- | ------------- |
| Beckhofer Pappeln (4 Bäume)       | BW   | 83260750018 | Brigachtal                                             | ⊙        | 0,0           | 10. Jan. 1995 |
| Bondelbachkastanie – Rosskastanie | BW   | 83260750008 | Brigachtal                                             | ⊙        | 0,0           | 10. Jan. 1995 |
| Dorfkastanie – Rosskastanie       | BW   | 83260750007 | Brigachtal                                             | ⊙        | 0,0           | 10. Jan. 1995 |
| Hilbengass-Äpfel (3 Bäume)        | BW   | 83260750013 | Brigachtal                                             | ⊙        | 0,0           | 10. Jan. 1995 |
| Hofbächletanne                    |      | 83260750003 | Brigachtal Nicht mehr in der LUBW-Datenbank vorhanden. | ???      | 0,0           | 10. Jan. 1995 |
| Honbergfichte                     | BW   | 83260750019 | Brigachtal                                             | ⊙        | 0,0           | 10. Jan. 1995 |
| Kaltenwaldtanne                   |      | 83260750004 | Brigachtal Nicht mehr in der LUBW-Datenbank vorhanden. | ???      | 0,0           | 10. Jan. 1995 |
| Käppelebaum – Fichte              | BW   | 83260750002 | Brigachtal                                             | ⊙        | 0,0           | 10. Dez. 1950 |
| Kohlplatztanne                    | BW   | 83260750020 | Brigachtal                                             | ⊙        | 0,0           | 10. Jan. 1995 |
| Kreuzkirsche                      | BW   | 83260750014 | Brigachtal                                             | ⊙        | 0,0           | 10. Jan. 1995 |
| Mayer-Esche                       | BW   | 83260750011 | Brigachtal                                             | ⊙        | 0,0           | 10. Jan. 1995 |
| Münchkastanien (2 Bäume)          | BW   | 83260750017 | Brigachtal                                             | ⊙        | 0,0           | 10. Jan. 1995 |
| Siedlerhofkastanien (2 Bäume)     | BW   | 83260750016 | Brigachtal                                             | ⊙        | 0,0           | 10. Jan. 1995 |
| Legende für Naturdenkmal          |      |             |                                                        |          |               |               |